# Orlov (Bélgorod)
|  | Per a altres significats, vegeu «Orlov (desambiguació)». |

Orlov - Орлов (rus) - és un poble (un khútor) de l'óblast de Bélgorod, a Rússia. El 2010 tenia 165 habitants. Pertany al districte (raion) de Véidelevka.